# Carmageddon
Carmageddon est un jeu d'action et de course sorti sur DOS, Windows et Mac en 1997 puis adapté sur PlayStation et Nintendo 64 (sous le titre Carmageddon 64) en 1998 puis en 2012 sur iOS et en 2013 sur Android. Ce jeu est inspiré du film La Course à la mort de l'an 2000 de Paul Bartel, sorti en 1975.

## Système de jeu
Le jeu a été un très vif succès à sa sortie par la nature sanglante de ses courses, mais aussi par la polémique qu'il a causée pour cette même raison. Les voitures sont déformables sous les chocs, ce qui était une nouveauté pour l'époque, et il est possible d'écraser les piétons pour gagner du temps et quelques crédits servant à améliorer les différentes caractéristiques de son bolide.
Le but est de terminer premier par tous les moyens. Pour ce faire, il y a plusieurs méthodes :
- faire le nombre requis de tours de piste et franchir en premier la ligne d'arrivée ;
- éliminer tous les autres adversaires en les détruisant en leur fonçant dessus à répétition ;
- écraser tous les piétons.

## Accueil
- Nintendo Power : 5,7/10 (N64)[2]
- GameSpot : 8,8/10 (DOS)[3]
- PC Zone (Win) : 9,5/10[4]
- Pocket Gamer (iOS) : 8/10[5]
- Video Games (PS) : 48 %[6]

## Controverse
La violence du jeu a suscité la controverse. Pour sa version allemande et son portage sur Nintendo 64 les piétons ont été remplacés par des zombies.

## Wreckfest
Le jeu Wreckfest sorti en 2018 bénéficie en 2021 de l’introduction de deux circuits de Carmageddon, et offre des tournois multijoueurs en ligne gratuits, mensuels et hebdomadaire, et incluent les personnages zombies à écraser.